# Jäppilä
Jäppilä var en kommun i landskapet Södra Savolax i Finland. Kommunen hade 1 568 invånare (2003), på en yta av 399,68 km².
Den 1 januari 2004 slogs Jäppilä samman med Pieksämäki landskommun och Virtasalmi för att bilda den nya kommunen Pieksänmaa. Pieksänmaa slogs i sin tur samman med Pieksämäki stad den 1 januari 2007.
Jäppilä var enspråkigt finskt.

## Politik

### Mandatfördelning i Jäppilä kommun, valen 1976–2000
| 2 | 3 | 11 | 1 |

| 1 | 3 | 1 | 10 | 1 | 1 |

| 1 | 3 | 1 | 10 | 1 | 1 |

| 3 | 1 | 10 | 1 | 2 |

| 4 | 1 | 9 | 1 | 2 |

| 1 | 4 | 10 | 1 | 1 |

| 1 | 3 | 12 | 1 |

## Kända personer från Jäppilä
- Veikko Tyrväinen (1922–1986), sångare och skådespelare